# Скаба Андрій Данилович
Андрі́й Дани́лович Скаба́ (30 листопада [12 грудня] 1905, Хорішки, тепер Козельщинського району Полтавської області — 26 червня 1986, Київ) — український радянський партійний і державний діяч, історик, секретар ЦК КПУ з ідеології (1959—1968). Дійсний член АН УРСР (обрано 20 грудня 1967 року). Член ЦК КП України з 19 лютого 1960 по 17 березня 1971 року. Кандидат у члени Президії ЦК КПУ і секретар ЦК КПУ з 24 жовтня 1959 по 29 березня 1968. Депутат Верховної Ради УРСР 5—6-го скликань. Депутат Верховної Ради СРСР 5—7-го скликань.

## Життєпис
Народився 30 листопада (12 грудня) 1905 року в бідній селянській родині в селі Хорішках Кобеляцького повіту Полтавської губернії.
У 1925 році закінчив Полтавський педагогічний технікум. Працював вчителем, завідувачем семирічної школи на Харківщині.
З 1930 по 1934 рік — студент соціально-економічного факультету Харківського державного університету.
У 1934—1935 роках — у Червоній армії. Потім працював інспектором шкіл у місті Харкові. У 1935—1940 роках перебував на педагогічній роботі: викладав у Харківському педагогічному інституті і Харківському державному університеті. Одночасно, у 1936—1939 роках навчався у аспірантурі.
Член ВКП(б) з 1940 року.
У 1940—1941 роках очолював кафедру нової історії у Львівському державному університеті імені Івана Франка. У 1941—1942 роках працював лектором Іжевського міського комітету ВКП(б) та викладав в Удмуртському державному педагогічному інституті.
У 1942—1946 роках — у Червоній армії, учасник німецько-радянської війни. У 1942 році закінчив артилерійські курси вдосконалення командного складу. Служив командиром батареї 20-го запасного артилерійського полку, викладачем артилерії 43-го окремого навчального дивізіону резерву офіцерського складу артилерії на артилерійських курсах у Тамбові та Житомирі.
У 1946—1949 роках — директор Центрального Архіву Жовтневої революції і соціалістичного будівництва УРСР у Харкові. Одночасно завідував кафедрою нової історії Харківського державного університету.
У 1949 — лютому 1951 року — редактор Харківської обласної газети «Соціалістична Харківщина».
У лютому 1951 — липні 1959 року — секретар Харківського обласного комітету КПУ з питань пропаганди.
У липні—жовтні 1959 року — міністр вищої і середньої спеціальної освіти Української РСР.
Від 24 жовтня 1959 по 29 березня 1968 року — кандидат у члени Президії (з 1966 — Політбюро) і секретар ЦК КПУ з ідеологічної роботи. 
До Академії Наук УРСР обраний 20 грудня 1967 за фахом «Історія радянського суспільства». У 1968—1973 роках працював директором Інституту історії АН УРСР. З 1973 року — старший науковий співробітник Інституту історії АН УРСР.

Могила Андрія Скаби

Помер 26 червня 1986 року. Похований в Києві на Байковому кладовищі (ділянка № 1).

## Праці та погляди
Скаба був дослідником історії радянського суспільства і комуністичної партії, редактором низки збірників з історії УРСР («УРСР в період громадянської війни 1917-20 pp.», 1967—1970), відповідальним редактором чотиритомної «Радянської Енциклопедії Історії України».
Був відомий як прихильник гострого курсу КПРС у справі ідеології і національної політики та оборонець політики русифікації. Як секретар ЦК КПУ поборював шістдесятників і був за застосування репресій до діячів Руху опору.
Андрій Скаба був головою комісії ЦК КПУ, яка у 1972-му році розглянула та поставила оцінку твору «Інтернаціоналізм чи русифікація?» українського дисидента Івана Дзюби. Комісія у складі В. Ю. Євдокименка, Ю. О. Збанацького, В. П. Козаченка, Л. П. Нагорної, П. О. Недбайла, В. А. Чирка, М. З. Шамоти та П. Й. Ящука спромоглася дійти до висновку, «…що підготовлений Дзюбою матеріал „Інтернаціоналізм чи русифікація?“ є від початку і до кінця пасквілем на радянську дійсність, на національну політику КПРС і практику комуністичного будівництва в СРСР…».  Також, серед іншого, комісія оголосила Дзюбу ворогом радянської влади, навісила на нього ідеологічне клеймо «українського буржуазного націоналіста», звинуватила його у злісному наклепі на компартійно-радянську владу та у солідаризації з ворогами радянської влади тощо. 1973 року, спираючись на цей висновок, Київський обласний суд засудив Івана Дзюбу до 5 років ув'язнення і 5 років заслання..
Василь Стус писав, що рецензія цієї комісії була «з відверто поліційними, кровожерними заявами», а про самих рецензентів, яких він називав «внутрішніми рецензентами КДБ», заявляв що «їхня вина в проведенні масових репресій така сама, як і штатних кадебістів. Вони такі самі душогуби, як слідчі і судді».

## Характеристики
Кінорежисер Олександр Муратов: «Секретар ЦК Андрій Данилович Скаба був якраз людиною партійно віруючою, щирим начітником і догматиком, шанувальником найбезглуздіших комуністичних постулатів. Але не злим. І не дуже далеким. І не прагнучим нашої крові, бо добре (ще по Харкову) був знайомий із моїм батьком. Але він побоювався Кондуфора, що підсиджував його, й тому змушений був вжити найкрутіших заходів.».

## Родина
Був одружений із Гусєвою Ларисою В'ячеславівною (померла 9 квітня 1965 року), яка працювала заступником начальника Архівного управління при Раді Міністрів УРСР.

## Нагороди
- орден Леніна (22.12.1965);
- три ордени Трудового Червоного Прапора (26.02.1958, 24.11.1960, 20.07.1971);
- орден Дружби народів (11.12.1985);
- орден «Знак Пошани» (22.02.1945);
- медалі.